# Jan Partyka
Jan Partyka (ur. 14 października 1931 w Nakliku, zm. 15 kwietnia 2019 w Rzeszowie) – polski kolekcjoner militariów z okresu wojennego, działacz społeczny, mieszkał w Rzeszowie.

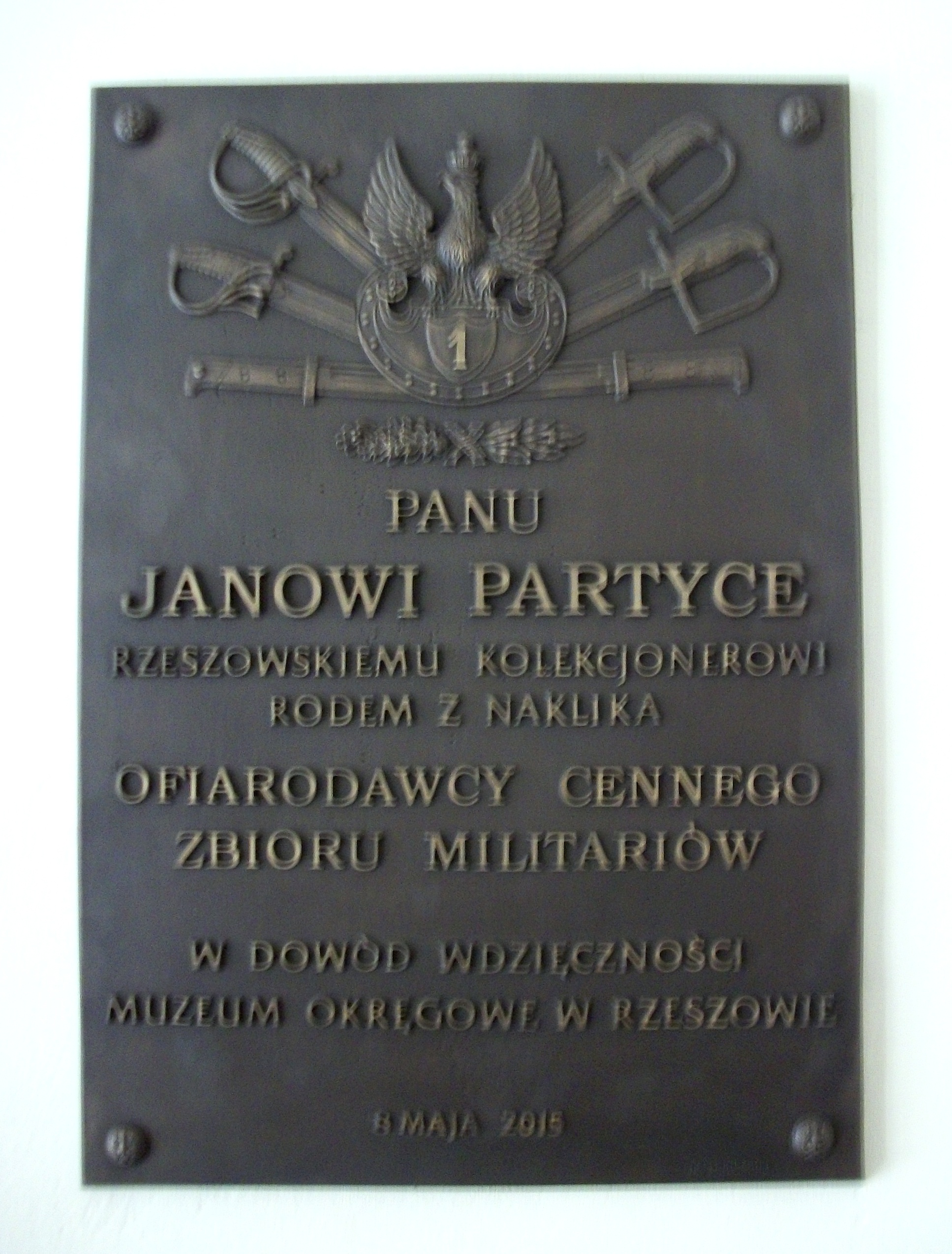
Tablica honorująca Jana Partykę w Muzeum Okręgowym w Rzeszowie

## Działalność kolekcjonerska
Rozpoczął kolekcjonowanie pamiątek z okresu wojennego w latach 60. XX wieku. Pierwsza w kolekcji była odznaka IV Brygady Podolskiej. W czasach PRL zainteresowanie pamiątkami po obrońcach Lwowa, Legionistach, żołnierzach AK czy Armii gen. Władysława Andersa było utrudnione. Przez ponad 40 lat stworzył kolekcję liczącą ponad 2200 eksponatów, w której skład wchodzą m.in.: mundury, odznaczenia i odznaki wojskowe, fotografie, dokumenty, oporządzenie żołnierskie oraz broń biała. Ponad 50 wystaw oraz 100 pokazów zbiorów Partyki obejrzało ok. 60 tys. osób w: Rzeszowie, Krośnie, Przemyślu, Krakowie (wystawa w Muzeum Historycznym), Warszawie (Muzeum Niepodległości), Lubinie i Krasnobrodzie. Kolekcjoner łączył wystawy z prelekcjami historycznymi dla młodzieży. W roku 2005, kolekcja została udostępniona Muzeum Okręgowemu w Rzeszowie. Na jej bazie powstała wystawa „Czyn zbrojny żołnierza polskiego 1914–1945. Kolekcja Jana Partyki”. W maju 2015 roku, przy aprobacie rodziny, kolekcja została ofiarowana na własność muzeum. Od tego czasu kolekcja jest wystawiona pod nazwą ,,Żołnierz polski 1914-1945. Kolekcja Jana Partyki". Otwarcie w rzeszowskim Muzeum Okręgowym zbiegło się z obchodami Narodowego Dnia Zwycięstwa. Podczas uroczystości została odsłonięta i poświęcona przez bp. Jana Wątrobę tablica dziękczynna ufundowana przez Muzeum Okręgowe w Rzeszowie dla Jana Partyki. W związku z darowizną i wieloletnią działalnością społeczną Jan Partyka został udekorowany Odznaką Honorową Zasłużonego dla Województwa Podkarpackiego. Kolekcja jest wystawiona na zasadzie ekspozycji stałej i składa się z czterech zasadniczych części:
- Pierwsza obejmuje okres I wojny światowej i lata ją poprzedzające. Prezentuje formacje zbrojne z tego czasu (także Związek Strzelecki), a zwłaszcza Legiony Polskie.
- Druga część wystawy obejmuje niespokojne lata 1918–1921, nazywane okresem walk „o niepodległość i granice”. Odradzało się wówczas niepodległe państwo polskie i tworzyły formacje Wojska Polskiego. Bogata kolekcja odznak, odznaczeń i efektownych dyplomów dokumentuje zmagania o Lwów, powstanie wielkopolskie, powstania śląskie i walkę z najazdem bolszewickim.
- Kolejna część ekspozycji przedstawia WP w okresie międzywojennym, zakończonym kampanią wrześniową 1939 r. Prezentowane są tu odznaki poszczególnych pułków, szkół wojskowych, Przysposobienia Wojskowego i organizacji kombatanckich, a także legitymacje i dyplomy, w tym patent oficerski z oryginalnym podpisem marszałka Józefa Piłsudskiego.
- Końcowa, a zarazem najobszerniejsza część wystawy, poświęcona jest walkom żołnierza polskiego na różnych frontach II wojny światowej, prowadzonym na lądzie, morzu i w powietrzu. Od kampanii francuskiej 1940 roku, aż do maja 1945 r. Dokumentują je odznaki i oznaki znanych jednostek, jak 1 Dywizji Pancernej gen. Stanisława Maczka, czy II Korpusu Polskiego gen. Władysława Andersa oraz dokumenty, odznaczenia i pamiątki żołnierskie[7][8].

Jan Partyka jest autorem książek:Odznaki i oznaki PSZ na Zachodzie 1939–1945, wyd, 1997, Odznaki pamiątkowe obrony Lwowa oraz niektóre z lat 1918–1920, wyd. 1998, biografii o charakterze wspomnień pt. Krętymi drogami z Naklika do Rzeszowa, wyd. 2011 oraz książki opisującej zorganizowane wystawy pt. "Czy warto było... Za sztambucha kolekcjonera" wyd. 2017

## Działalność społeczna
W roku 2011 był inicjatorem, współfundatorem i organizatorem utworzenia Izb pamięci w Szkole podstawowej w Kuźminie, do której przekazał 140 różnego rodzaju dokumentów oraz w 2013 roku w Publicznym Gimnazjum w Szyszkowie, gdzie przekazał około 200 pozycji wystawienniczych. Był pomysłodawcą i współfundatorem obelisku upamiętniającego potyczki i przemarsze wojsk podczas powstania styczniowego w rodzinnym Nakliku. Uroczyste odsłonięcie miało miejsce 3 maja 2014 roku. Pomnik upamiętnia 24 osoby, które zginęły podczas II wojny światowej z rąk niemieckich okupantów i ukraińskich nacjonalistów, a które nie posiadają grobów. Działał społecznie w wielu organizacjach i stowarzyszeniach, jak: Towarzystwo Przyjaciół Dzieci, Automobilklub Rzeszowski, Polski Związek Motorowy, Polskie Towarzystwo Archeologiczne i Numizmatyczne. W Stowarzyszeniu Polskich Kombatantów w Kraju pełnił funkcję wiceprzewodniczącego ds. kontaktów z młodzieżą.

## Odznaczenia i wyróżnienia
- Krzyż Oficerski Orderu Odrodzenia Polski (2018)[14]
- Krzyż Kawalerski Orderu Odrodzenia Polski (1998)[15][16]
- Złoty Krzyż Zasługi (1986)[16]
- Srebrny Krzyż Zasługi (1978)[16]
- Odznaka „Zasłużony Działacz Kultury” (1979)[16]
- Złoty Medal „Za zasługi dla obronności kraju” (2009)[16]
- Srebrny Medal „Za zasługi dla obronności kraju” (2001)[16]
- Brązowy Medale „Za zasługi dla obronności kraju” (1981)[16]
- Medal Komisji Edukacji Narodowej (2004)[16]
- Medal „Pro Memoria” (2006)[16]
- Brązowy Medal „Zasłużony Kulturze Gloria Artis” (2007)[16]
- Odznaką „Zasłużony dla Województwa Rzeszowskiego”[16]
- Odznaka honorowa „Zasłużony dla Województwa Podkarpackiego” (2013)[17][18][19]
- Złoty Krzyż z Gwiazdą Związku Żołnierzy Wojska Polskiego (2017)[20]
- Krzyż Czynu Zbrojnego Polskiej Samoobrony na Kresach Wschodnich RP (2011)[16]
- Odznaka za Zasługi dla Związku Byłych Żołnierzy Zawodowych i Oficerów Rezerwy Wojska Polskiego (2002)[16]
- Brązowa Odznaka za Zasługi dla Związku Żołnierzy Wojska Polskiego (2011)[16]
- Odznaka Honorowa za Zasługi dla Związku Żołnierzy Armii Krajowej (2008)[16]
- Odznaka Pamiątkowa 21 Rejonowych Warsztatów Technicznych (2001)[16]
- Odznaka Honorowa 1 Batalionu Strzelców Podhalańskich (2002)[16]
- Odznaka Pamiątkowa 21 Batalionu Dowodzenia (2003)[16]
- Odznaka Honorowa 5 Batalionu Strzelców Podhalańskich (2010)[16]
- Odznaka Honorowa Wojskowej Komendy Uzupełnień w Rzeszowie (2012)[16]
- Nagroda Honorowa – Pierścieniem Hetmana Kolekcjonerów Polskich Jerzego Dunin-Borkowskiego (2009)[16]
- Nagroda Zarządu Województwa Podkarpackiego (2009)[16]
- Nagroda indywidualna za szczególne osiągnięcia Zarządu Województwa Podkarpackiego (2015)[17]
- Nagroda Honorowa „Świadek Historii”(2018)[21]

## Życie prywatne
Ukończył studia na Wydziale Prawa i Administracji Uniwersytetu Marii Curie-Skłodowskiej w Lublinie. Żonaty, miał dwójkę dzieci: Mariusza (1960) i Mariolę (1963). Zmarł 15 kwietnia 2019 i został pochowany na cmentarzu Staroniwa w Rzeszowie.